# Château d'Anizy
Le château d'Anizy est un manoir du XVIe siècle, édifié sur les bases d'une maison forte du XIIe siècle, situé sur la commune de Limanton, dans le département de la Nièvre.

## Situation
Au sud du bourg.

## Histoire
Le site fut habité, depuis les gallo-romains jusqu'à ce jour, sans interruption. Des sondages archéologiques en 1991, l'attestent. On y a retrouvé un niveau d'inhumations des VIIIe siècle et IXe siècle, ainsi que le sol d'une construction du XIIIe siècle. Les bases d'un édifice compris entre les fossés et le parvis, datant depuis la période gallo-romaine et le haut Moyen Âge furent également mis en évidence.
Le château actuel a été érigé au début du XVIe siècle par Charles et Hector du Frasnay sur les bases d'une maison forte. À l'origine la maison forte protégeait le passage à gué de l'Aron, d'où elle tirait des revenus liés aux péages.
Ce fief, qui était une baronnie, mouvait des ducs de Nevers et du seigneur de Châtillon-en-Bazois. Au XIVe siècle, il était la propriété de la Maison d'Anisy, puis il est passé aux Maisons de La Tournelle, et de Chandou, et vers 1450, à celle de Frasnay. C'est Charles de Frasnay, qui fait en 1571, réutiliser les pierres d'une vieille tour pour en faire rebâtir une nouvelle : « ronde par le dehors et carrée par le dedans ». En 1621, Hector de Frasnay y fait des rajouts, l'augmentant d'un pavillon comportant des cheminées.
En 1666, il est réuni à la terre de Vandenesse par Louis du Bois de Fienne.
Cette seigneurie fut saisie sur Marie Edmée de Frasnay, épouse de Joachim de Villers-la-Faye, seigneur de Vançay et adjugée en 1673, à Louis du Bois de Fiennes, marquis de Givry et de Vandenesse, lieutenant général des armées du roi.
Façades et toitures ; escalier à vis en bois de la tour d'entrée ; cheminée de la salle à manger au rez-de-chaussée font l’objet d’un classement au titre des monuments historiques depuis le 7 juillet 1980.

## Description
Il est édifié sur une motte, entouré par des fossés alimentés par l'Aron que franchissaient deux ponts-levis. Une description de la maison forte précise : « La rivière Aron sert de fosse audit château et flottant contre les murailles qui le renferment, sur laquelle rivière, il y a un pont-levis pour entrer dans la basse cour ».
La motte est également « renfermée de murailles » et à l'intérieur se trouve l'église paroissiale, à nef rectangulaire, dont le chœur à chevet plat est surélevé. L'église fut épargnée à la Révolution, car transformée en grange. On trouve dans cette cour également, les communs, granges, étables, ainsi que deux colombiers. Cette bâtisse devint propriété agricole. L'ensemble des murailles fut démolie, les ponts levis supprimés et les douves comblées.
Une tour ronde, trapue, la seule subsistant de l'enceinte qui entourait la totalité de la motte est relié au logis par une courtine. C'est un édifice de plan carré que flanque au sud une tour ronde à poivrières, dont on accède à la porte cintrée, au fronton triangulaire, par un escalier de neuf marches, au perron évasé défendu par un assommoir. Cette porte permet d'accéder à un escalier à vis. Les ouvertures pour les couleuvrines et mousquets, furent conservées. Des deux cheminées monumentales ornant l'intérieur du château, l'une est partie au château de Vandenesse.
Propriété privée, il ne se visite pas.